# Mohammed Reza Heydari
Mohammed Reza Heydari là một cựu lãnh sự Iran tại Oslo người từ chức vào tháng 1 năm 2010 để phản đối việc chính phủ đàn áp cuộc biểu tình đòi cải cách và tuyên bố ông dự kiến các nhà ngoại giao Iran khác cũng làm như vậy..
Heydari phục vụ các dịch vụ ngoại giao Iran trong 20 năm, ba năm cuối ở Oslo.
Heydari từ chức ngày 7 tháng 1 vì phản đối hành động của Iran đối với cuộc biểu tình ngày Ashoura năm 2009, khi đó một số người biểu tình bị giết hại. Ông kêu gọi các nhà ngoại giao Iran khác cũng từ bỏ chức vị giống như ông. Ngoại trưởng Iran Manouchehr Mottaki xác nhận Heydari đã từ chức, nhưng nói chính phủ không chấp nhận chuyện đó. Ngày 20 tháng 1, Heydari nói ông đã xin tị nạn chính trị tại Na Uy, nơi ông và gia đình ông đang sinh sống. Ngày 17 tháng 2, cơ quan di trú Na Uy cấp giấy phép tị nạn cho Heydari và gia đình ông.